# 必殺仕事人IV
『必殺仕事人IV』（ひっさつしごとにんフォー）は、1983年10月21日から1984年8月24日まで、テレビ朝日系で毎週金曜日22:00 - 22:54に放送された、朝日放送と松竹（京都映画撮影所、現・松竹撮影所）共同製作のテレビ時代劇。全43話。主演は藤田まこと。
必殺シリーズの第21作、必殺仕事人シリーズの第4作、中村主水シリーズの第10作である。

## 概要
本作は、前作『必殺仕事人III』から直結する世界観を持つ。主水シリーズで唯一、前作から殺し屋グループのレギュラー出演者が一人も変更されなかった作品である。
新しいキャラクターとして、毎回手を換え品を換え、一目惚れした順之助を追い掛け回す、広目屋の玉助と、秀が旅先から連れ帰って来た孤児の少女 お民の二人が加入した。
梅津栄は名脇役として、歴代シリーズで悪役・善人問わず演じてきた俳優で、前作『必殺仕事人III』第37話で演じた、順之助に一目惚れするオカマの女形役が玉助の原型となっている。玉助は同じく、オカマ キャラクターの筆頭同心 田中と並ぶ人気を獲得し、次作『必殺仕事人V』にも登場している。
お民は第2話で、その素性が明かされ、彼女と秀の関係を主軸とした話（第14、22話他）も作られている。
レギュラーキャラクター（仕事人）たちの殺し技は主水、秀、勇次、おりくは前作と変わることは無かったが、順之助は本作より投石器を使用し、主水たちの援護を担うようになる。
大ヒットとなった前作主題歌「冬の花」に引き続き、加代役の鮎川いずみが主題歌「花の涙」を担当。ヒットを再び記録している。
この時期、頂点を迎えた必殺人気の勢いはテレビだけに留まらず、仕事人特集が組まれた数々の商業誌や、大手レコード会社（キングレコード）からの番組BGM集の発売、シリーズ通算600回記念として、劇場用映画『必殺! THE HISSATSU』（1984年6月16日公開）が制作されるに至った。

## あらすじ
仕事人グループが解散してから、半年が過ぎた。ある日、裏稼業を休業中の中村主水に、二人の仕事人からそれぞれ別個に殺しの依頼が舞い込んで来た。一方は幕府のある老中を、もう一方は別の老中を殺して欲しいという。仕事料は破格の百両だったが、老中同士の勢力争いと睨んだ主水は両方の仕事を断る。直後、主水は何者かに襲われた。グループ解散後も江戸に残っていた西順之助は自分が力になるというが、どうも頼りない。
その頃、秀、勇次、加代、おりくたちが江戸に舞い戻っていた。しかし、おりくと勇次は巡礼の旅に出る予定であり、秀は旅先で知り合った孤児の少女 お民を連れ帰っていたため、共に裏稼業に戻る気は無いと言う。主水は自らの危機を言い出せないまま、彼らと別れ、一人で仕事を引き受けるしかないと覚悟を決める。
繋ぎの仕事人を脅して、頼み人である御目付方の長坂と直接面会した主水は、老中殺しを改めて依頼された。老中の妾宅へ潜入した主水と仕事人はそこで、もう片方の依頼を受けた仕事人と鉢合わせする。罠と察知した主水は難を逃れたが、二人の仕事人たちは殺されてしまう。
主水を心配し、後を付けて来たおりくに助けられた主水は依頼の真相を知る。対立していた老中双方が手を結んだため、邪魔な仕事人たちはまとめて抹殺されることになったのである。その上、長坂はその両方から殺しを請け負っていた。長坂には主水の素性も知られているため、主水の方から仕掛けるしかなかった。
主水の危機を知り、秀、勇次、加代、順之助、おりくが駆け付けた。既に受け取っていた百両を仕事料として、主水たちは御目付方の長坂一派を始末した（第1話）。再結成した仕事人グループは弱者の晴らせぬ恨みを晴らすべく、悪人たちを次々と闇に葬って行く。

## 登場人物

### 仕事人
中村主水
演 - 藤田まこと
南町奉行所の定町廻り同心。『必殺仕事人III』最終回の仕事人グループの解散後、裏稼業から身を引いていたが、自身が巻き込まれた事件の渦中で、かつての仲間と再会。同時に裏稼業を再開する。
秀
演 - 三田村邦彦
飾り職人。江戸を離れていた間に殺した相手の娘であるお民を連れ、江戸に戻ってきた。お民がいることで仕事人に復帰することを一度は拒んだが主水の危機を救うべく、一度切りということで仕事に加わる（第1話）。
その後は改めて仕事から抜けるつもりでいたが、お民が狙われたことで仕事人に復帰する（第2話）。
最終話で、自分の殺しの現場を少女に目撃されて始末しようとするが、お民の面影が重なり、手を下すことが出来なかった。後日、江戸の町に人相書きが出回り、お民を連れて、夕陽の海へと去って行った。
加代
演 - 鮎川いずみ
何でも屋で、仕事人の密偵。江戸に戻り、仲間とともに裏稼業を再開した。今作では殺しの際に順之助に協力し、投石器使用のサポートを行っている。
同じ長屋に越して来た順之助のお世話とお目付け役を両親から依頼されている。
次作『必殺仕事人V』程ではないが、中盤当たりから人を踏み台にしたやや外道まがいの商売をする様になる。その際は順之助に無理矢理 手伝わせる。
最終話の仕事人グループの解散後は、金儲けの勉強のために上方へと旅立った。
西順之助
演 - ひかる一平
西洋医学所に合格するため、勉学に励む受験生。前作の最終回の仕事人グループ解散後も江戸に残っていたが、主水の窮地を知り、裏稼業に復帰することを決意する。
自宅の隣に出会茶屋が建ち、男女の逢引が部屋から丸見えなことから両親に促され、加代たちの住む長屋で一人暮らしを始める。本作からはオカマの玉助に追いまわされ、騒がしい日常を送っている。
町娘の松田屋お聖に憧れており、部屋には彼女の写真を飾っているが両親や加代の目を気にしているためか、写真は普段は裏返しにしてあり、表側には受験生としての目標が書かれている。第36話では七夕の願い事として「(お聖が)郷ひろみの丞と婚約しないでください」と願っている。
勉学や裏稼業の他に秀の頼みで、お民に読み書き等の勉強を教えている。
最終話の仕事人グループの解散後は長崎へ留学する。
勇次
演 - 中条きよし
三味線屋。母のおりくとともに抗争に巻き込まれる形で、裏稼業に復帰する。
最終話の仕事人グループの解散後も江戸に残り、『必殺仕切人』に登場した。
おりく
演 - 山田五十鈴
三味線屋で、仕事人の元締。勇次の母親で、彼とともに旅を続けていたが江戸に戻り、裏稼業を再開する。
仕事に参加しない回もあるが最終話には登場。仕事人グループ解散後は再び旅に出た。

### その他
中村せん
演 - 菅井きん
主水の姑。あいかわらず、婿養子の主水をいびる。
中村りつ
演 - 白木万理
主水の妻。せんとともに、婿養子の主水をいびる。
筆頭同心 田中
演 - 山内敏男（現・としお）
南町奉行所の筆頭同心で、主水の上司。
中性的なしゃべり方であるが、オカマと呼ばれると激昂する。本作では主水の協力でお見合いをするが、結婚に乗り気ではなかった事や見合い相手の巨漢ぶりに驚き、失敗に終わる。第29話のせんとりつの葬式シーンで、ご焼香の順番を呼ばれた際に「田中熊五郎」の本名が明かされた。
お民
演 - 林佳子
江戸に戻ってきた秀が旅先から連れてきた少女。秀が旅に出ていた頃に始末した男の娘であり、本人はその事実は知らない。夜に一人になることを怖がるため、秀はお民が眠りに付いてから出陣する。
最終回で秀に連れられ、江戸を旅立った。秀が仕事人であることは最後まで気付かなかった。後の作品で、秀は再登場しているが、お民のその後の消息は描かれていない。
広目屋の玉助
演 - 梅津栄
女性向けの化粧品「玉の肌」を売り歩く広目屋。順之助に付きまとう中年男性だが実はオカマで、順之助に一目惚れして追い駆け回す。突然 現れることが多く、順之助は迷惑しているがさほど嫌悪感は抱いていない一面も見せる。怒ると怖い。
最終話で、長崎に留学する順之助に付いて行くと言い、荷物を纏めていたが次作『必殺仕事人V』開始の時点で順之助より先に江戸に舞い戻っていたため、実際に長崎へ行ったのかは不明。
西順庵、西巴
演 - 溝田繁、三浦徳子
順之助の両親。順之助の裏の顔は知らず、第1話で、ライデン瓶を捨ててしまう。自宅の隣に出会茶屋が建ち、男女の逢引が順之助の部屋から丸見えなため、彼を長屋に一人暮らしさせる。
松田屋お聖
演 - 松田聖子
順之助が憧れている江戸一番の人気町娘という設定。次作『必殺仕事人V』第23話で、神田屋の政吉の許に嫁いだことが明かされる。

### ゲスト
第1話 「主水 悲鳴をあげる!」
- 長坂平馬 - 神山寛
- 投げ矢の紋太 - 前川哲男
- 投網の仙平 - 荘司肇
- 中田 - 田中弘史
- 後藤 - 下元年世
- 旗野 - 野上哲也
- 水野正邦 - 邦保
- 阿部忠弘 - 玉生司朗

第2話 「秀、少女の謎を明かす」
- 浪江 - 磯野洋子
- 十津川鉄山 - 辻萬長
- 牧野内膳正 - 池田鴻
- 孫太郎 - 山口雅己（現・山口雅巳）
- 鶴松 - 南沢一郎
- 俊平 - 遠山秀樹
- 堀帯刀 - 須永克彦
- 鉄心 - 筑波健
- 番太 - 平井靖
- お民の父 - 美鷹健児

第3話 「主水 老人問題を考える」
- お梅 - 本阿弥周子
- お種 - 長谷川待子
- 伝兵衛 - 北原義郎
- おまつ - 荒木雅子
- 道庵 - 徳田興人
- 勘助 - 山本一郎
- 虎蔵 - 山本弘
- 役人 佐賀 - 出水憲司
- 宇一 - 川上恭尚
- 若い夫婦 - 福山龍次
- 若い夫婦 - 増田智子
- 屋台の親父 - 松尾勝人
- 踊り子 - 花柳陽要
- 踊り子 - 的野真衣
- 踊り子 - 勝部典江
- 踊り子 - 沢田由美（現・金井由美）

第4話 「主水 犬にナメられる」
- 清照尼 - 松本悠希
- 松尾 - 松岡由利子
- 浅茅 - 澤亜樹
- お甲 - 川村真理子
- 石川数馬 - 津田和彦
- 正太 - 西尾正
- お咲 - 笠間一寿美
- 女中 - 竹村仁美（現・木村仁美）
- 女中 - 衣笠由里子
- 役人 - 東悦次
- 女郎屋の客 - 美鷹健児

第5話 「お加代 十里早駆けに挑戦する」
- 目付役 青柳 - 穂高稔
- お龍 - 浅野真弓
- 伏見屋芝兵衛 - 入江正徳
- 歳三 - 日高久
- 佐代 - 井上ユカリ
- 和泉屋 - 北村光生
- 榊大五郎 - 丘路千
- 由蔵 - 坂口徹郎
- 長吉 - 美鷹健児
- 仙太 - 鍋島浩
- 三郎 - 葭川浩
- 安 - 米村義洋（現・國村隼）
- 問屋の男 - 伊波一夫
- 問屋の男 - 堀北幸夫
- 問屋の男 - 松尾勝人
- 問屋の男 - 沖ときお（現・沖時男）

第6話 「お加代 商売敵の出現にあわてる」
- 小野吉之助 - 佐藤佑介
- 憂国館副館長 小野利明 - 西本裕行
- 憂国館館長 渋井大学頭元厚 - 外山高士
- 与力 岡田 - 遠藤征慈
- 黒木 - 森下鉄郎
- 太田 - 片山弘喜
- 料亭の女将 - 和泉敬子
- 配下の学生 - 加藤正記
- 下女 - 岡田雅江
- 若年寄 山野 - 沖ときお（現・沖時男）

第7話 「主水 忘年会の幹事でトチる」
- ピン助 - 江戸家猫八
- 板倉屋文左衛門 - 早川雄三
- 花蝶 - 堀川まゆみ
- お蘭 - 今出川西紀
- 服部兵部 - 西山辰夫　
- 古川陣十郎 - 諸木淳郎　
- 野崎一角 - 浜田雄史
- 医者 - 松尾勝人

第8話 「せんとりつ 子供をもらう!?」
- 小田切勝信 - 亀石征一郎
- お里 - 佐藤万理
- 小田切秀作 - 遠藤義徳
- 長岡平之進 - 池田光隆
- 浪江 - 島村晶子
- 三五郎 - 浜伸二　
- 丑松 - 滝譲二
- 孝三郎 - 入江則雅
- お妙 - 鍛冶和美
- 小女 - 奥原真理子
- ソバ屋 - 平井靖（2回目）
- 奥方 - 三星登史子

第9話 「主水 晩めしをすっぽかされる」
- 庄兵衛 - 中井啓輔
- 半九郎 - タンクロー
- お栄 - 田中綾（現・綾子）
- 利吉 - 小林芳宏
- 長次 - 野口貴史
- 弥平 - 川浪公次郎
- 同心小松 - 泉佑介

第10話 「主水 せんを張り倒す」
- 柳田松翁 - 早川保
- 中老杉乃井 - 佐野アツ子
- お秋 - 岐邑美沙子
- 紅葉斎又平 - 石浜祐二郎
- 庄助 - 津山栄一
- 大貫半兵衛 - 西園寺章雄
- お繁の方 - 久仁亮子
- お蘭の方 - 井上十美子
- 平井軍十郎 - 中村光辰
- 女中 - 大西可容子
- 居酒屋の亭主 - 伊波一夫
- 古道具屋主人 - 平井靖（3回目）
- 長屋の女房 - 岡田雅江

第11話 「秀 催眠術をかけられる」
- お京 - 秋野暢子
- お京の手下 - 武中秀人
- お京の手下 - 森山陽介
- お京の手下 - 東悦次
- お京の手下 - 伊藤克美

第12話 「勇次 鼠小僧と間違えられる」
- 青山十郎 - 河原崎建三
- 照旦 - 伴勇太郎
- 与力服部 - 鈴木淳
- 妙 - 井上ユカリ
- 清吉 - 南条好輝
- 同心 - 平井靖（4回目）
- 瓦版屋 - 松尾勝人
- 浪路 - 桜町弘子

第13話 「お加代 りつの殺しを頼まれる」
- るい - 赤座美代子
- 真垣半右衛門 - 上野山功一
- 大和屋利兵衛 - 牧冬吉
- 小雪 - 島村美妃
- 小野寺主膳 - 入江慎也
- 湊屋長二郎 - 升毅
- 弥七 - 石倉英彦
- 仲居 - 大崎紀子
- やじ馬 - 日向はじめ
- やじ馬 - 東田達夫

第14話 「主水 節分の豆を食べる」
- 霞の平蔵 - 戸浦六宏
- 小平次 - 村上弘明
- 弥助 - 堀内正美
- 定八 - 下元年世
- 六部姿の男 - 細川純一
- 新吉 - 四方公
- おふみ - 森下祐己子

第15話 「順之助 いよいよ受験する」
- 長次郎 - 平泉成
- 山野 - 黒部進
- 月江 - 千野弘美
- 坂出三十郎 - 千葉保
- 文三 - 高並功
- 脇坂新太郎 - 入江則雅　
- 雅之進 - 道井和仁
- 弥吉 - 美鷹健児
- 遊女 - 中嶋洋子
- 教授 - 北原将光
- 町の女 - 三笠敬子
- 魚屋 - 鈴木政喜
- 学生 - 伊藤政治
- 学生 - 高橋信也
- 学生 - 叶隆

第16話 「主水 転職を夢見る」
- 木村 - 犬塚弘
- 甚兵衛 - 土屋靖雄
- 松五郎 - 有川正治
- 政吉 - 武村明
- 権三 - 河野実
- 仙太 - 諸木淳郎
- 口入れ屋手代 - 松尾勝人
- おすみ - 松本留美

第17話 「勇次 吉原遊女に惚れられる」
- 小紫 - 風祭ゆき
- 彦太郎 - 新井康弘
- 利兵衛 - 佐伯赫哉
- 浦里 - 雪絵ゆき
- 牛太郎 - 大橋壮多
- 弥助 - 筑波健
- 遊女 - 尾崎弥枝
- 遊女 - 竹村仁美
- 新造 - 三星登史子
- 新造 - 松本あや子
- 平蔵 - 上村敦史
- 職人 - 東田達夫
- 古着屋 - 辻喬次郎
- 侍 - 松尾勝人

第18話 「なんでも屋の加代 花嫁になる」
- お美津 - 工藤明子
- 同心瀬川 - 可知靖之
- 長兵衛 - 阿木吾郎
- 清吉 - 小林芳宏
- お園 - 福家美峰
- 広三郎 - 高橋仁
- 矢七 - 伊藤克美
- 同心 - 松尾勝人
- 町役人 - 伊波一夫
- 同心 - 鍋島浩
- 町娘 - 奥山みどり
- 町娘 - 堂崎みゆき

第19話 「秀、天気を当てる女に出逢う」
- お袖 - 賀田ゆう子
- 金兵衛 -高木二朗
- 紋太 - うえだ峻
- 香田兵之進 - 中村孝雄
- 角助 - 大前田清仁
- 男 - 松尾勝人
- お袖の子供の頃 - 池ノ内美紀
- 男 - 福山龍次
- 女 - 田村好子
- 女 - 岡田雅江

第20話 「主水、宮本武蔵の子孫と試合をする」
- 相模屋彦兵衛 - 川合伸旺
- おしま - 北川めぐみ
- 向井甚内 - 大下哲矢
- 清太郎 - 高峰圭二
- おいよ - 糸民子
- 同心中野 - 田中弘史
- 常松 - 滝譲二
- 立会人 - 美鷹健児
- 畑中 - 伊藤克美
- 望月 - 丸尾好広

第21話 「主水 仲人を頼まれる」
- 角蔵 - 藤木孝
- 倉田 - 本郷直樹
- お八重 - 原田真紀
- お六 - 岩川千晶
- 銀次 - 池田律生
- 由美 - 徳永まゆみ
- 夜鷹 - 三笠敬子
- 娘 - 世利ゆかり
- 男 - 美鷹健児

第22話 「主水 大根めしを食べる」
- 弥七 - 松山照夫
- 半兵衛 - 浜田晃
- 松吉 - 神田橋充
- 庄兵衛 - 柳川澄
- お種 - 香月京子
- 杉野 - 奥村嘉隆
- 竹之進 - 湯口和明
- 酔客 - 東悦次

第23話 「せん 遺言状を書く」
- 春草 - 吉澤京子
- お久 - 谷口香
- 竜峰 - 大竹修造
- 花景 素峰 - 堀内一市
- 左平次 - 伊庭剛
- お京 - 吉田哲子
- 藤兵衛 - 日高久
- 医者 - 佐々山洋一
- 女将 - 和泉敬子
- 弥七 - 東田達夫
- 源三 - 鍋島浩
- 奉公人 - 日向はじめ

第24話 「秀 空中で戦う」
- 矢七 - 加納竜
- 権助 - 江幡高志
- お仙 - 鳥居恵子
- 白髪の六斎 - 志摩靖彦
- 辰蔵 - 水上保広
- お光 - 尾池美紀
- 薬種問屋の主人 - 伊波一夫

第25話 「主水の上役 転勤する」
- おさわ - 田島令子
- 北条屋利兵衛 - 三谷昇
- 宮部友右衛門 - 剣持伴紀
- 鎌鼬の六 - 米村義洋（2回目）
- 疾風の熊 - 四方公

第26話 「主水 外で子供をつくる」
- お涼 - 高瀬春奈
- 北町与力 内藤 - 亀石征一郎（2回目）
- 新五 - 南条好輝
- 手伝いの女 - 松村直美

第27話 「主水 未知と遭遇する」
- 側用人 中根 - 内田稔
- 大野忠清 - 北原義郎（2回目）
- 綾姫 - 原万里亜
- 福姫 - 柿崎澄子
- 若年寄 - 唐沢民賢

第28話 「順之助 20歳の誕生日に誘拐される」
- 七兵衛 - 志賀勝
- 音吉 - 安部潮
- るい - 西山奈穂子
- 弥七 - 石倉英彦（2回目）

第29話 「主水 せんとりつの葬式を出す」
- 茂兵衛 - 菅貫太郎
- お春 - 角倉清美
- お半 - 山本ゆか里
- 長右衛門 - 長谷川哲夫
- 秋芳 - 楠年明

第30話 「勇次 投げ縄使いと決闘する」
- 矢平次 - 倉田保昭
- 大黒屋利平 - 石浜祐次郎
- おしの - 川田あつ子
- お初 - 林亜里沙
- 娘 - 高橋かおり
- 娘 - 黒川あゆみ
- 彫物師喜三郎 - 美鷹健児　
- 女将 - 松寺千恵美　
- 刺青の女 - 三笠敬子

第31話 「加代 幽霊になる」
- 長吉 - 江戸家小猫
- 大野 - 和崎俊哉
- まさを - 茜ゆう子
- お弓 - 島村美妃
- 田村 - 浜田雄史
- よしの - 牧野博美

第32話 「主水 超能力山伏に部屋を貸す」
- 伊三郎 - 河原崎次郎
- お藤 - 望月真理子
- 松井藤五郎 - 上野山功一
- 山伏 - 徳田興人
- 勝三 - 滝譲二　
- 鬼吉 - 細川純一　
- 名主 - 伊波一夫　
- 浪人 - 東悦次　
- 居酒屋の女 - 田村好子

第33話 「勇次 悪女軍団と対決する」
- 原田もえ - 加茂さくら
- お君 - 桂川京子
- けい - 丸平峯子
- 相模屋弥兵衛 - 芝本正
- およし - 和泉敬子
- 女形太夫 - 小林芳宏
- およしの叔父 - 堀北幸夫
- 番頭 - 遠山二郎
- 遊び人 - 真田実
- 遊び人の女房 - 紅萬子
- 職人 - 平井靖
- 職人の女房 - 河野澄子

第34話 「主水 失神する」
- 平木新十郎 - 椎谷建治
- 荒岩金五郎 - 千波丈太郎
- 梨江 - 新谷由美子
- 黒井但馬 - 永野辰弥

第35話 「田中筆頭同心 見合いする」
- お千賀 - 速水典子
- 勇二 - 石山律雄
- 見合いの娘 - かわいのどか
- 片岡 - 小笠原良知
- お藤 - 桃山みつる
- 小田切 - 丘路千

第36話 「主水 流れ星に願いをかける」
- お京 - 芦川よしみ
- 喜三郎 - 升毅（2回目）
- 仙太郎 - 大村波彦
- 竹造 - 吉田将志
- お雪 - 田村恵子

第37話 「せん 遂に再婚を決意する」
- たま - 水原まき
- 小源太 - 堀内正美（2回目）
- 堀田甚左衛門 - 早川雄三（2回目）
- 村井左門 - 堀内一市
- 次郎兵衛 - 河野実　
- 浪路 - 沢亜樹　
- 八百屋の女房 - 小笠原町子　
- 審判 - 伊波一夫

第38話 「主水 うなぎにナメられる」
- 仁兵衛 - 早川保（2回目）
- おちか - 久仁亮子
- 義助 - 山本一郎
- お久 - 横田さとみ
- 大沼 - 中村孝雄（2回目）

第39話 「加代 エリマキトカゲを目撃する」
- おせき - 今出川西紀（2回目）
- 藤兵衛 - 高木二朗（2回目）
- 仙蔵 - 山本弘
- 矢吉 - 東悦次

第40話 「主水 世にも不思議な朝顔を作る」
- 阿曽次 - 森川正太
- お雪 - 桂木文
- お徳 - 山口朱美
- 源蔵 - 小鹿番
- 大口屋 - 山口幸生　
- 滝二郎 - 中嶋俊一　
- 廓の女 - 嶋多佳子　
- セリの男 - 伊波一夫

第41話 「主水 夏バテで早朝体操を休む」
- お糸 - 田島令子（2回目）
- 佐七 - 石田信之
- 小夜 - 黒田福美
- 矢助 - 日高久　
- 正吉 - 利倉亮　
- 娘 - 高田智津子
- 娘 - 田村順子
- 娘 - 森田樹子

第42話 「加代 パン作りに挑戦する」
- 鉄蔵 - 戸浦六宏（2回目）
- 伊勢屋 - 西山嘉孝
- 町年寄 徳衛門 - 高野眞二
- 若年寄 志木 - 岡崎二朗
- 米屋 - はりた照久

第43話 「秀 夕陽の海に消える」
- 山岡銀二郎 - 戸浦六宏（3回目）
- 矢源太 -  田中弘史（2回目）
- お花 - 長谷川直子
- お涼 - 志乃原良子
- 吉蔵 - 大橋壮多
- 町人 - 松尾勝人

## 殺し技・BGM
中村主水
悪人を油断させながら、一瞬の隙を付いて、脇差を相手の急所に刺す。
仕事時のBGMは第1、11、22話の冒頭では「殺しの旋律」が使われ、第2 - 8話は「泣くのは弱い者ばかり」。第9話以降は「涙を背負って」が使われた。
殺しのトリを務めることが多いが、第17、19、22話など、秀、勇次より先に殺しのシーンが描かれた。
秀
金属製の房が付いた金色の簪で、悪人の首筋を刺す。第2話の回想シーンで、お民の父親を仕置する際は別の簪を使用している。
勇次
三味線の三の糸を悪人の首に巻き付け、宙吊りにして、窒息死させる。第23話からは「南無阿弥陀仏」の文字が背中に縫いこまれた羽織を着て、殺しを行った。
西順之助
前作で使用したライデン瓶が親に捨てられたため、本作より投石器を製作、使用する。
加代とともに主水たちの援護役として、邪魔者を気絶させ、陽動を行う。第5話からは飛距離を調節するために、木製と鉄製のアームを使用する。
おりく
三味線の撥で、悪人の首筋を斬る。
仕事時のBGMは第1話では「殺しの旋律」が使われ、第2、3、7、8話は「泣くのは弱い者ばかり」。第6、10話は「恨み晴らして候」。第11、18、19話は「涙を背負って」。第42話は「中村主水のテーマ」第43話の最終回では「殺しの旋律」が再び使用された。

## スタッフ
- 制作 - 山内久司（朝日放送）
- プロデューサー - 辰野悦央（朝日放送）、櫻井洋三（松竹）
- 脚本 - 吉田剛、鶉野昭彦、篠崎好、林千代、中原朗、保利吉紀、野上龍雄、三田純市
- 音楽 - 平尾昌晃
- 監督 - 田中徳三、原田雄一、広瀬襄、家喜俊彦、松野宏軌、黒田義之、八木美津雄
- ナレーション
  - 語り - 中村梅之助
  - 作 - 山内久司
- 協力 - エクラン演技集団、新演技座
- 製作協力 - 京都映画撮影所（現・松竹撮影所）
- 制作 - 朝日放送、松竹

## 主題歌
主題歌「花の涙」（CBSソニー〈現・ソニー・ミュージックレコーズ〉）
作詞：中西冬樹 / 作曲：平尾昌晃 / 編曲：竜崎孝路 / 歌：鮎川いずみ
挿入歌「自惚れ」（TDKレコード〈現・クリエイティヴ・コア〉）（第1話 - 第22話）
作詞：阿木燿子 / 作曲：宇崎竜童 / 編曲：矢野立美 / 歌：三田村邦彦
挿入歌「風が泣くとき」（テイチクレコード〈現・テイチクエンタテインメント〉）（第23話 - 第43話）
作詞：山口洋子 / 作曲：北林研一 / 編曲：小杉仁三 / 歌：中条きよし

## 放送日程
- 第39話は、必殺シリーズ600回目。

| 話数   | 放送日         | サブタイトル                     | 脚本     | 監督       |
| ------ | -------------- | -------------------------------- | -------- | ---------- |
| 第1話  | 1983年10月21日 | 主水 悲鳴をあげる!               | 吉田剛   | 田中徳三   |
| 第2話  | 10月28日       | 秀、少女の謎を明かす             | 吉田剛   | 田中徳三   |
| 第3話  | 11月04日       | 主水 老人問題を考える            | 鶉野昭彦 | 原田雄一   |
| 第4話  | 11月18日       | 主水 犬にナメられる              | 篠崎好   | 田中徳三   |
| 第5話  | 11月25日       | お加代 十里早駆けに挑戦する      | 林千代   | 広瀬襄     |
| 第6話  | 12月02日       | お加代 商売敵の出現にあわてる    | 中原朗   | 原田雄一   |
| 第7話  | 12月09日       | 主水 忘年会の幹事でトチる        | 保利吉紀 | 家喜俊彦   |
| 第8話  | 12月16日       | せんとりつ 子供をもらう!?        | 篠崎好   | 田中徳三   |
| 第9話  | 12月23日       | 主水 晩めしをすっぽかされる      | 野上龍雄 | 田中徳三   |
| 第10話 | 1984年01月06日 | 主水 せんを張り倒す              | 三田純市 | 松野宏軌   |
| 第11話 | 1月13日        | 秀 催眠術をかけられる            | 吉田剛   | 松野宏軌   |
| 第12話 | 1月20日        | 勇次 鼠小僧と間違えられる        | 篠崎好   | 黒田義之   |
| 第13話 | 1月27日        | お加代 りつの殺しを頼まれる      | 篠崎好   | 八木美津雄 |
| 第14話 | 2月03日        | 主水 節分の豆を食べる            | 中原朗   | 家喜俊彦   |
| 第15話 | 2月10日        | 順之助 いよいよ受験する          | 林千代   | 田中徳三   |
| 第16話 | 2月17日        | 主水 転職を夢見る                | 中原朗   | 松野宏軌   |
| 第17話 | 2月24日        | 勇次 吉原遊女に惚れられる        | 中原朗   | 松野宏軌   |
| 第18話 | 3月02日        | なんでも屋の加代 花嫁になる      | 篠崎好   | 広瀬襄     |
| 第19話 | 3月09日        | 秀、天気を当てる女に出逢う       | 吉田剛   | 家喜俊彦   |
| 第20話 | 3月16日        | 主水、宮本武蔵の子孫と試合をする | 保利吉紀 | 広瀬襄     |
| 第21話 | 3月23日        | 主水 仲人を頼まれる              | 林千代   | 田中徳三   |
| 第22話 | 3月30日        | 主水 大根めしを食べる            | 中原朗   | 松野宏軌   |
| 第23話 | 4月06日        | せん 遺言状を書く                | 保利吉紀 | 広瀬襄     |
| 第24話 | 4月13日        | 秀 空中で戦う                    | 篠崎好   | 広瀬襄     |
| 第25話 | 4月20日        | 主水の上役 転勤する              | 鶉野昭彦 | 広瀬襄     |
| 第26話 | 4月27日        | 主水 外で子供をつくる            | 林千代   | 松野宏軌   |
| 第27話 | 5月04日        | 主水 未知と遭遇する              | 中原朗   | 黒田義之   |
| 第28話 | 5月11日        | 順之助 20歳の誕生日に誘拐される  | 保利吉紀 | 八木美津雄 |
| 第29話 | 5月18日        | 主水 せんとりつの葬式を出す      | 三田純市 | 田中徳三   |
| 第30話 | 5月25日        | 勇次 投げ縄使いと決闘する        | 篠崎好   | 松野宏軌   |
| 第31話 | 6月01日        | 加代 幽霊になる                  | 中原朗   | 松野宏軌   |
| 第32話 | 6月08日        | 主水 超能力山伏に部屋を貸す      | 林千代   | 田中徳三   |
| 第33話 | 6月15日        | 勇次 悪女軍団と対決する          | 中原朗   | 八木美津雄 |
| 第34話 | 6月22日        | 主水 失神する                    | 三田純市 | 松野宏軌   |
| 第35話 | 6月29日        | 田中筆頭同心 見合いする          | 篠崎好   | 家喜俊彦   |
| 第36話 | 7月06日        | 主水 流れ星に願いをかける        | 林千代   | 八木美津雄 |
| 第37話 | 7月13日        | せん 遂に再婚を決意する          | 鶉野良彦 | 家喜俊彦   |
| 第38話 | 7月20日        | 主水 うなぎにナメられる          | 中原朗   | 田中徳三   |
| 第39話 | 7月27日        | 加代 エリマキトカゲを目撃する    | 篠崎好   | 広瀬襄     |
| 第40話 | 8月03日        | 主水 世にも不思議な朝顔を作る    | 三田純市 | 家喜俊彦   |
| 第41話 | 8月10日        | 主水 夏バテで早朝体操を休む      | 林千代   | 八木美津雄 |
| 第42話 | 8月17日        | 加代 パン作りに挑戦する          | 中原朗   | 広瀬襄     |
| 第43話 | 8月24日        | 秀 夕陽の海に消える              | 篠崎好   | 広瀬襄     |

## ネット局
※途中で打ち切られた局や、しばらくの間放送する他系列ネットの局がある。
系列は放送当時のもの。
| 放送対象地域   | 放送局             | 系列                          | 備考               |
| -------------- | ------------------ | ----------------------------- | ------------------ |
| 近畿広域圏     | 朝日放送           | テレビ朝日系列                | 制作局             |
| 関東広域圏     | テレビ朝日         | テレビ朝日系列                |                    |
| 北海道         | 北海道テレビ       | テレビ朝日系列                |                    |
| 青森県         | 青森放送           | 日本テレビ系列 テレビ朝日系列 |                    |
| 岩手県         | テレビ岩手         | 日本テレビ系列                |                    |
| 宮城県         | 東日本放送         | テレビ朝日系列                |                    |
| 秋田県         | 秋田テレビ         | フジテレビ系列 テレビ朝日系列 |                    |
| 山形県         | 山形放送           | 日本テレビ系列 テレビ朝日系列 |                    |
| 福島県         | 福島放送           | テレビ朝日系列                |                    |
| 新潟県         | 新潟テレビ21       | テレビ朝日系列                |                    |
| 長野県         | テレビ信州         | テレビ朝日系列 日本テレビ系列 |                    |
| 山梨県         | テレビ山梨         | TBS系列                       |                    |
| 静岡県         | 静岡けんみんテレビ | テレビ朝日系列                | 現・静岡朝日テレビ |
| 富山県         | 富山テレビ         | テレビ朝日系列                | フジテレビ系列     |
| 石川県         | 北陸放送           | TBS系列                       |                    |
| 福井県         | 福井テレビ         | フジテレビ系列                |                    |
| 中京広域圏     | 名古屋テレビ       |                               |                    |
| 鳥取県・島根県 | 山陰放送           | TBS系列                       |                    |
| 広島県         | 広島ホームテレビ   | テレビ朝日系列                |                    |
| 山口県         | 山口放送           | 日本テレビ系列 テレビ朝日系列 | [ 11 ]             |
| 徳島県         | 四国放送           | 日本テレビ系列                |                    |
| 香川県・岡山県 | 瀬戸内海放送       | テレビ朝日系列                |                    |
| 愛媛県         | 南海放送           | 日本テレビ系列                |                    |
| 高知県         | テレビ高知         | TBS系列                       |                    |
| 福岡県         | 九州朝日放送       | テレビ朝日系列                |                    |
| 長崎県         | 長崎放送           | TBS系列                       |                    |
| 熊本県         | テレビ熊本         | フジテレビ系列 テレビ朝日系列 |                    |
| 大分県         | 大分放送           | TBS系列                       |                    |
| 宮崎県         | 宮崎放送           | TBS系列                       |                    |
| 鹿児島県       | 鹿児島放送         | テレビ朝日系列                |                    |
| 沖縄県         | 琉球放送           | TBS系列                       |                    |

## 備考
- 秀役の三田村邦彦の誕生日に、屋外セットが原因不明の火災で全焼した。そのため、三田村は「よりによって僕の誕生日に」とコメントしている[12]。

## 前後番組
| テレビ朝日系 金曜22時台（当時はABCの制作枠） | テレビ朝日系 金曜22時台（当時はABCの制作枠）    | テレビ朝日系 金曜22時台（当時はABCの制作枠）  |
| 前番組                                       | 番組名                                          | 次番組                                        |
| -------------------------------------------- | ----------------------------------------------- | --------------------------------------------- |
| 必殺渡し人 （1983年7月8日 - 1983年10月14日） | 必殺仕事人IV （1983年10月21日 - 1984年8月24日） | 必殺仕切人 （1984年8月31日 - 1984年12月28日） |